# Praktmånbröst
Praktmånbröst (Melanopareia elegans) är en fågel i familjen månbröst inom ordningen tättingar.

## Utseende och läte
Praktmånbröst är som namnet avslöjar en praktfull liten fågel, i formen som en kraftig myggsnappare. Huvudteckningen är pregnant i svart och beige. Vidare har den svart på bröstet som övergår i rostfärgade flanker. Även på vingarna syns rostrött. Stjärten är lång och smal. Sången består av ljudliga serier med tjippande toner. 

## Utbredning och systematik
Praktmånbröst delas in i två underarter:
- Melanopareia elegans elegans – förekommer i torra sydvästra Ecuador (norrut till Manabí och sydligaste Pichincha)
- Melanopareia elegans paucalensis – förekommer i torra nordvästra Peru (söderut till La Libertad)

## Levnadssätt
Praktmånbröst hittas i torrt skogslandskap och ungskog upp till 2300 meters höjd. I par eller enstaka håller den sig skyggt gömd i täta snår eller undervegetation.

## Status och hot
Arten har ett stort utbredningsområde och tros öka i antal. Internationella naturvårdsunionen IUCN listar den därför som livskraftig (LC).